# MIND DROPS
『MIND DROPS』（マインド・ドロップス）は、1977年6月5日に発売された尾崎亜美の2作目のオリジナル・アルバムである。全曲の作詞および作曲は尾崎亜美自身が手掛けている。

## 概要・制作
本作は東芝EMI/エキスプレス・レーベル10周年記念作品の一枚として発売された。全編曲はファーストアルバム『SHADY』に続いて、松任谷正隆が担当している。アルバムタイトルも同様に松任谷由実の発案によるもの。ボサノヴァやジャズのリズムを取り入れるなど、前作よりもサウンドの幅は拡がっている。
2枚目のシングル「旅」と4枚目のシングル「初恋の通り雨」が収録されているが、どちらもレコーディングし直され、シングルとは別音源となっている。なお、3枚目のシングルはヒットを記録した尾崎の代表曲である「マイ・ピュア・レディ」だが、プロデューサーの松任谷の意向により本作への収録は見送られた。その理由として、これは ″涙″ をイメージしたコンセプト・アルバムなので雰囲気にそぐわないからというもので、尾崎はそれに素直に従ったという。尾崎は後に、『MIND DROPS』は『SHADY』の少々陰影を感じさせる部分に繋がる一面はあるものの、全体的にはかなり明るい感じになっているので、今考えると収録してもあまり違和感はなかったかもしれないと回顧している。
A-1「太陽のひとりごと」は、トワ・エ・モワの元メンバーで当時東芝EMIでディレクターを務めていた芥川澄夫とのデュエット曲、A-4「うわさの男」は南佳孝とのデュエット曲である。
2009年4月22日には紙ジャケット仕様（CD:TOCT-26824）で再発売され、「マイ・ピュア・レディ」とB面曲「サンライト」がボーナス・トラックとして追加収録された。

## 収録曲

### LP / CT
| 全作詞・作曲: 尾崎亜美、全編曲: 松任谷正隆。 |                        |          |            |      |
| #                                            | タイトル               | 作詞     | 作曲・編曲 | 時間 |
| 1.                                           | 「太陽のひとりごと」   | 尾崎亜美 | 尾崎亜美   | 5:09 |
| 2.                                           | 「涙の雨」             | 尾崎亜美 | 尾崎亜美   | 6:33 |
| 3.                                           | 「Bye Bye Mr. Random」 | 尾崎亜美 | 尾崎亜美   | 3:13 |
| 4.                                           | 「うわさの男」         | 尾崎亜美 | 尾崎亜美   | 3:17 |
| 5.                                           | 「夢子とかげろう」     | 尾崎亜美 | 尾崎亜美   | 3:37 |

| 全作詞・作曲: 尾崎亜美、全編曲: 松任谷正隆。 |                          |          |            |      |
| #                                            | タイトル                 | 作詞     | 作曲・編曲 | 時間 |
| 1.                                           | 「Booming Cracker」      | 尾崎亜美 | 尾崎亜美   | 4:40 |
| 2.                                           | 「旅」                   | 尾崎亜美 | 尾崎亜美   | 3:28 |
| 3.                                           | 「偶然」                 | 尾崎亜美 | 尾崎亜美   | 3:53 |
| 4.                                           | 「初恋の通り雨」         | 尾崎亜美 | 尾崎亜美   | 3:38 |
| 5.                                           | 「さよならを言うために」 | 尾崎亜美 | 尾崎亜美   | 3:51 |

### CD
| 全作詞・作曲: 尾崎亜美、全編曲: 松任谷正隆。 |                          |          |            |      |
| #                                            | タイトル                 | 作詞     | 作曲・編曲 | 時間 |
| 1.                                           | 「太陽のひとりごと」     | 尾崎亜美 | 尾崎亜美   | 5:09 |
| 2.                                           | 「涙の雨」               | 尾崎亜美 | 尾崎亜美   | 6:33 |
| 3.                                           | 「Bye Bye Mr. Random」   | 尾崎亜美 | 尾崎亜美   | 3:13 |
| 4.                                           | 「うわさの男」           | 尾崎亜美 | 尾崎亜美   | 3:17 |
| 5.                                           | 「夢子とかげろう」       | 尾崎亜美 | 尾崎亜美   | 3:37 |
| 6.                                           | 「Booming Cracker」      | 尾崎亜美 | 尾崎亜美   | 4:40 |
| 7.                                           | 「旅」                   | 尾崎亜美 | 尾崎亜美   | 3:28 |
| 8.                                           | 「偶然」                 | 尾崎亜美 | 尾崎亜美   | 3:53 |
| 9.                                           | 「初恋の通り雨」         | 尾崎亜美 | 尾崎亜美   | 3:38 |
| 10.                                          | 「さよならを言うために」 | 尾崎亜美 | 尾崎亜美   | 3:51 |

| 全作詞・作曲: 尾崎亜美、全編曲: 松任谷正隆。 |                          |          |            |      |
| #                                            | タイトル                 | 作詞     | 作曲・編曲 | 時間 |
| 11.                                          | 「マイ・ピュア・レディ」 | 尾崎亜美 | 尾崎亜美   | 3:16 |
| 12.                                          | 「サンライト」           | 尾崎亜美 | 尾崎亜美   | 3:15 |
| 合計時間:                                    | 合計時間:                | 48:06    |            |      |

## シングル

### 概要
尾崎亜美の2枚目のシングル。アルバム『MIND DROPS』には、B面曲「偶然」と共にアルバムバージョンで収録された。
| 全作詞・作曲: 尾崎亜美、全編曲: 松任谷正隆。 |          |          |            |      |
| #                                            | タイトル | 作詞     | 作曲・編曲 | 時間 |
| 1.                                           | 「旅」   | 尾崎亜美 | 尾崎亜美   | 3:38 |
| 2.                                           | 「偶然」 | 尾崎亜美 | 尾崎亜美   | 3:51 |

4枚目のシングル。表題曲「初恋の通り雨」は、アルバム『MIND DROPS』にはアルバムバージョンで収録された。この曲は杉本理恵がカバーしており、1991年4月21日にシングルとしてリリースされている。
| 全作詞・作曲: 尾崎亜美、全編曲: 松任谷正隆。 |                          |          |            |      |
| #                                            | タイトル                 | 作詞     | 作曲・編曲 | 時間 |
| 1.                                           | 「初恋の通り雨」         | 尾崎亜美 | 尾崎亜美   | 3:38 |
| 2.                                           | 「さよならを言うために」 | 尾崎亜美 | 尾崎亜美   | 3:52 |

## 参加ミュージシャン
- Vocal - 尾崎亜美
- Vocal on「太陽のひとりごと」- 芥川澄夫
- Vocal on「うわさの男」- 南佳孝
- Drums - 林立夫
- Bass - 高水健司、後藤次利
- Electric Guitars - 鈴木茂
- Acoustic Guitars - Ted M. Gibson
- Banjo - 吉野五郎
- Pedal Steel Guitar - 駒沢裕樹
- Percussion - 斉藤ノブ
- Keyboards - 松任谷正隆
- Sax solo on「さよならを言うために」- 岡崎広志
- Sax solo on「Booming Cracker」- 清水牧夫
- Soprano Sax solo on「旅」- 村岡建
- Trumpet - 羽鳥浩次
- Flugelhorn - 大竹守、数原晋、鈴木竹久
- Trombones - 新井英治、平内保夫、岡田澄雄、Michio Muraoka
- Sax - 砂原俊三、三森一郎、斉藤清
- Flute - Shigeo Suzuki
- Horn - 沖田晏広
- Oboe - 坂宏之
- Harp - 山川恵子
- Chorus - Time Five、伊集加代グループ
- Strings - 玉野ストリングス、Tomato Strings
- Conducter - 松任谷正隆

## レコーディングスタッフ
- プロデューサー：松任谷正隆
- ディレクター：武藤敏史
- レコーディングエンジニア：Ryoji Hachiya

## カバーデザイン
- アートディレクション：Miwako Kato
- 写真：Kenji Hata

## リリース日一覧
| 地域 | リリース日    | レーベル                  | 規格                   | カタログ番号   | 備考                          |
| ---- | ------------- | ------------------------- | ---------------------- | -------------- | ----------------------------- |
| 日本 | 1977年6月5日  | 東芝EMIエキスプレス       | LP                     | ETP-72245      | stereo                        |
| 日本 | 1987年8月26日 | 東芝EMIエキスプレス       | CD                     | CA32-1529      |                               |
| 日本 | 1993年3月3日  | 東芝EMIエキスプレス       | CD                     | PCCA-00241     |                               |
| 日本 | 2004年4月1日  | EMIミュージック・ジャパン | デジタル・ダウンロード | 00094631384950 | mora                          |
| 日本 | 2004年4月1日  | EMIミュージック・ジャパン | デジタル・ダウンロード | B0047G5TT0     | アマゾン                      |
| 日本 | 2004年4月1日  | EMIミュージック・ジャパン | デジタル・ダウンロード | A1000020463    | レコチョク                    |
| 日本 | 2004年4月1日  | EMIミュージック・ジャパン | デジタル・ダウンロード | 720345229      | Apple Music                   |
| 日本 | 2009年4月22日 | EMIミュージック・ジャパン | CD                     | TOCT-26824     | 紙ジャケット、24bitリマスター |

## 参考資料
- オリコン『ALBUM CHART-BOOK COMPLETE EDITION 1970-2005』オリコン・マーケティング・プロモーション、2006年4月。ISBN 978-4-87131-077-2。
- 『MIND DROPS』（紙ジャケット再発盤・ライナーノーツ）東芝EMI/EXPRESS、2009年4月22日。TOCT-26824。